# Paulo Roberto Duarte
Paulo Roberto Duarte (Corumbá, 25 de julho de 1963) é um economista e político brasileiro filiado ao Partido Socialista Brasileiro (PSB) e ex-prefeito de Corumbá.

## Biografia
Graduado em Economia e pós-graduado em Gestão Pública, é casado com a arquiteta Maria Clara Scardini, tendo dois filhos: Rafael e Lucas.
Ingressou no serviço público em 1985, como agente tributário estadual. Após prestar outro concurso, assumiu a função de fiscal de rendas do estado.

### Carreira política
Na administração do ex-governador Zeca do PT (1999-2006), foi superintendente de Administração Tributária (1999 a 2000), secretário de Fazenda (2000 a 2002), secretário da Coordenação-Geral do Governo (2003 a 2004) e secretário de Infra-Estrutura e Habitação (2004 a 2006).
Foi eleito deputado estadual em 2006, sendo reeleito em 2010. Em 2012, venceu Solange Alves (PMDB) e tornou-se prefeito de Corumbá.
Filiado ao PT por 16 anos, deixou a legenda em 2016 e migrou para o PDT. Concorreu à reeleição no mesmo ano, mas foi derrotado pelo antecessor, o tucano Ruiter Cunha.
Em março de 2018, Duarte deixou o PDT e migrou para o então PMDB.
Em 2022, Duarte deixou o MDB e migrou para o PSB.